# روزاليا غونزالو
روزاليا غونزالو (مواليد 1969) سياسية إسبانية وعضو في حزب الشعب.

## الحياة المهنية
ولدت في 2 مايو 1969 في غوادالاخارا. تخرجت في علم الاجتماع في جامعة كومبلوتنس بمدريد. كانت رئيسة موظفي كريستينا سيفوينتس عندما كانت مسؤولة عن وفد الحكومة في مجتمع مدريد (2012-2015). انتخبت نائبة في انتخابات 2015 الإقليمية ضمن قائمة حزب الشعب، وأصبحت السكرتير الأول لمجلس البرلمان الإقليمي. في خضم تعديل وزاري للحكومة الإقليمية عينها سيفوينتس وزيرة النقل والإسكان والبنية التحتية في حكومته في سبتمبر 2017. احتفظت بالمكتب نفسه في حكومة غاريدو الجديدة التي تم تشكيلها في مايو 2018.